# Mamie Sylva
Mamie Sylva (geb. am 25. April 1992) ist eine gambische Fußballspielerin.

## Karriere
Um 2009 spielte sie bei Future Bi in der zweiten Liga. Seit mindestens 2016 spielt sie für den Gambia Armed Forces FC.
Im Sommer 2017 wurde sie für ein Testspiel gegen Kap Verde ins gambische Nationalteam der Frauen berufen, das aber kurzfristig abgesagt wurde. Für die Qualifikation für den Afrika-Cup der Frauen 2018 wurde sie ins Team nominiert. In den beiden Spielen der ersten Runde fiel sie wegen einer Verletzung aus. Ihr Team schied in der zweiten Runde gegen Nigeria aus, das später den Titel gewann.